# Gérard Hamel
Pour les articles homonymes, voir Hamel.
Gérard Hamel, né le 20 février 1945 à Sourdun (Seine-et-Marne), est un homme politique français. Maire de Dreux en Eure-et-Loir de 1995 à 2020. Il fut également président de la communauté d'agglomération du Pays de Dreux.

## Biographie

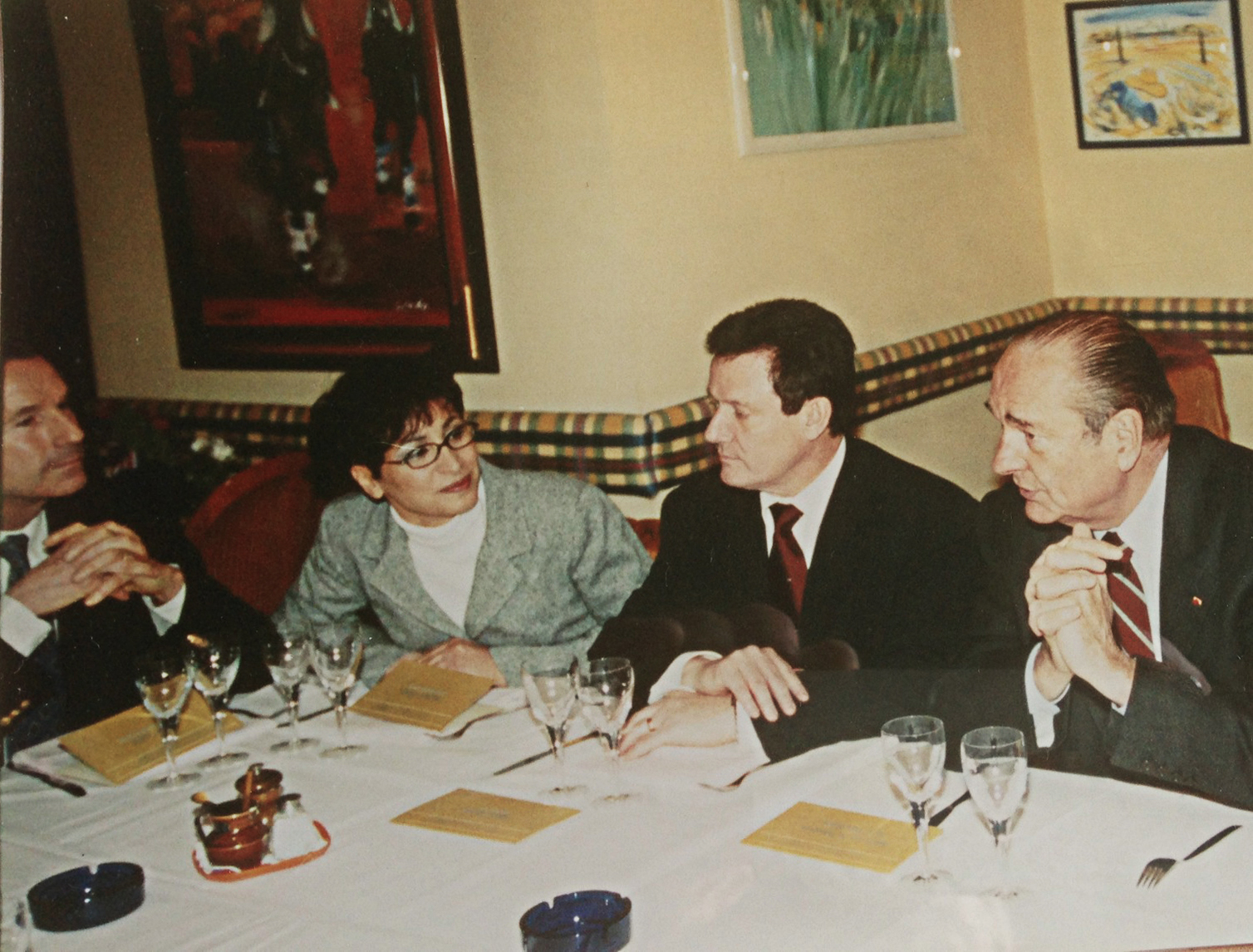
Gérard Hamel à Dreux aux côtés de Jacques Chirac, le 25 juin 2001.

Après avoir effectué son service militaire à Melun en 1965 aux côtés de Johnny Hallyday, venant de Provins, Gérard Hamel et son épouse arrivent à Dreux en 1968, pour y travailler dans le bâtiment. Il est responsable du secteur technique et commercial et associé de la société "Jeunet Bâtiments" spécialisée dans le chauffage, la plomberie, la couverture, l'électricité et les meubles de cuisine et salle de bains. Les débuts sont difficiles : « En fait de nourriture nos six premiers mois à Dreux furent d'ailleurs plutôt orientés vers l'art d'accommoder les pâtes, car le démarrage de l'entreprise exigeait de très lourds efforts, mon épouse subvenant à nos besoins. »"
Voulant progresser, Gérard Hamel suit des cours par correspondance de technicien en génie climatique. Pierre Jeunet lui cède son entreprise. Dès le début des années 70, il adhère à la Jeune Chambre économique de Dreux, réunissant des personnes âgées de moins de 40 ans et dont le but est d'essayer d'améliorer les conditions économiques et sociales de chacun. Auprès de son président Claude Sallabert, il fait partie du bureau de cette association.
En 1976, il est élu président de la Chambre syndicale du Bâtiment de l'arrondissement de Dreux, puis devient vice-président départemental de cette chambre syndicale ce qui lui permet de rencontrer les élus locaux de la région.
En 1983, il est élu président de la Jeune Chambre économique de Dreux, succédant à Dominique Maisons. En septembre de la même année, il est élu pour un mandat de quatre ans président de la Chambre syndicale du bâtiment d'Eure-et-Loir dont il était le vice président, il est également élu président de l'arrondissement de Dreux de ladite chambre syndicale. Il est alors apolitique : « Pour moi, un bon élu devait être digne de la confiance qu'on lui donnait, et les notions de droite ou de gauche m'étaient inconnues. »"
Demeurant alors à Tremblay-les-Villages, près de Dreux, Martial Taugourdeau, maire de la commune, lui propose en 1983, de se présenter sur sa liste pour devenir conseiller municipal, ce qu'il accepte. Puis, Martial Taugourdeau qu'il considère comme son père en politique, lui propose de se présenter aux élections régionales sur la liste de Maurice Dousset, il termine 6e alors que seuls les cinq premiers sont élus.
Le 2 avril 1993, il est élu député de la deuxième circonscription d'Eure-et-Loir. Il est réélu en 1997, 2002 et 2007. Il fait partie du groupe UMP.
Il est président de l'Association des maires d'Eure-et-Loir (AMF 28) et de l'OPH Habitat Drouais. Il préside le conseil d'administration de l'Agence nationale pour la rénovation urbaine (ANRU) de 2006 à 2013.
Fin 2010 il déclare à la presse la fin de sa carrière politique nationale, ce qu'il confirme le 8 décembre 2011 en annonçant son intention de ne pas se présenter aux élections législatives de juin 2012. Il apporte son soutien à Olivier Marleix, conseiller général-maire d'Anet, investi par l'UMP, qui l'emporte en juin 2012.
Cependant le 6 novembre 2013 il annonce via son compte Twitter qu'il sera candidat à sa propre succession aux municipales de mars 2014.
Lors des municipales de 2020, il ne se présente pas à sa propre succession. Pierre-Frédéric Billet lui succède le 3 juillet 2020.

## Polémiques
En 1995, lors du premier mandat municipal de Gérard Hamel, son élection est invalidée car il est alors chef d’une entreprise ayant des marchés avec la ville. Il est réélu maire l'année suivante.
Lors du conseil municipal de Dreux du 27 septembre 2012, Gérard Hamel refuse de répondre sur l'origine d'une prétendue dépense de 107 640 euros auprès de l'agence de communication Bygmalion. Il s'avère qu'aucune dépense de ce montant n'a été effectuée par la commune de Dreux envers cette société.
Le 19 mars 2014 en pleine campagne pour les municipales une altercation a lieu avec la police nationale place Le Moulec. Alors qu'une demi-compagnie de CRS venue d'un autre département effectue un contrôle "musclé" des commerçants du marché hebdomadaire, Gérard Hamel a un échange verbal vif avec le commissaire de police, qui décide de retirer ses hommes. Le syndicat FPIP dénoncera le lendemain cette attitude, tandis que la hiérarchie policière décidera de déplacer les CRS vers une autre ville.

## Mandats
- 14/03/1983 - 19/03/1989 : conseiller municipal de Tremblay-les-Villages (Eure-et-Loir)
- 23/03/1992 - 29/06/1995 : conseiller régional du Centre-Val de Loire
- 02/04/1993 - 21/04/1997 : député d'Eure-et-Loir
- 19/06/1995 - 18/03/2001 : maire de Dreux
- 01/06/1997 - 18/06/2002 : député d'Eure-et-Loir
- 19/03/2001 - 16/03/2008 : maire de Dreux
- 19/06/2002 - 19/06/2007 : député d'Eure-et-Loir
- 20/06/2007 - 19/06/2012 : député d'Eure-et-Loir
- 17/03/2008 - 03/04/2014 : maire de Dreux
- 03/04/2014 - 03/07/2020 : maire de Dreux